# Osman III.
Osman III. (2. siječnja 1699. – 30. listopada 1757.) turski sultan
Osman III. postaje sultan nakon smrti svoga brata Mahmuda I. 13. prosinca 1754. godine.
Došavši na vlast u poodmakloj dobi za vladare Turskog carstva (u 56.g., koje je proveo u Kafezu) nitko nije očekivao da će dugo vladati. Takvo opravdano mišljenje se ispunjava nakon manje od 3 godine.
S obzirom na to da je bio ženomrzac on umire bez djece, a nasljeđuje ga Mustafa III. sin Ahmeda III.
| Prethodnik: | Vladar Osmanskog Carstva (1754. – 1757.) | Nasljednik:  |
| Mahmud I.   | Vladar Osmanskog Carstva (1754. – 1757.) | Mustafa III. |